# Критот
«Критот», также «Керитот», др.-евр. כריתות‬, kerithoth (мн. ч. от др.-евр. כרת‬ — «карет» — «отсечение», «истребление») — трактат в Мишне, Тосефте и Вавилонском Талмуде, в разделе «Кодашим» («Святыни»). Трактат посвящён законам искупительных жертвоприношений — жертвы за грех (חטאת — «хатат») и жертвы повинности (אשם — «ашам»).

## Предмет рассмотрения
Моисеев закон в ряде случаев предписывает приносить искупительные жертвы, которые подразделяются на несколько видов:
- Жертва за грех, совершённый по ошибке (בשגגה), подробно описана в Лев. 4. Согласно традиции, жертвы эти приносились во искупление неумышленного нарушения заповедей, за умышленное нарушение которых Тора обещает ниспосылаемое свыше наказание — истребление души (карет). Трактат начинается с перечисления этих заповедей, которых насчитывается 36; собственно, от этого списка трактат и получил своё название.
- Жертва повинности за сомнительный грех (אשם תלוי — ашам талуй), описана в Лев. 5:17, 18. Приносилась за эти же грехи в том случае, когда сам факт нарушения вызывал сомнение.
- Жертва за определённые виды грехов:
  - отказ от показаний в суде;
  - неумышленное нарушение клятвы;
  - неумышленное нарушение законов о ритуальной чистоте —

описана в Лев. 5:1—13 и зависела от материального положения нарушителя, в связи с этим, Мишна даёт этой жертве название עולה ויורד (оле-вейоред) букв. «вверх и вниз».
- Жертва повинности за следующие нарушения:
  - незаконное использование святыни (מעילה — меила);
  - похищение, не являющееся кражей (например, присвоение находки или вещи, переданной на хранение);
  - сожительство с обручённой рабыней —

описана в Лев. 6:1—7 и 19:20—22. Такая жертва называется жертвой повинности за несомненный грех — אשם ודאי (ашам ваддай).
- Жертва родильницы (Лев. 12:6—8).
- Жертва исцелившегося прокажённого (Лев. 14:31).
- Жертвы лиц, исцелившихся от патологических истечений (Лев. 15:13—15, 15:28—30).
- Жертва первосвященника в Йом-кипур (Лев. 16:11—14).
- Жертва назорея при осквернении или при окончании срока обета (Чис. 6:9—20).

Все указанные жертвоприношения разделяются на две категории: хатат (жертвы за грех) и ашам (жертвы повинности). К первым относятся жертва за грех по ошибке, оле-вейоред, жертвы родильницы, исцелившихся от истечений и назорея, жертва первосвященника; ко вторым — ашам ваддай и ашам талуй. Жертва исцелившегося от проказы включала в себя и хатат, и ашам. Вопросы о том, в каких случаях следовало приносить хатат, а в каких ашам, и прочие сложные вопросы, связанные с этими жертвоприношениями, подробно разбираются в трактате «Критот».

## Содержание
Трактат «Критот» в Мишне состоит из 6 глав и 43 параграфов. Как и многие другие трактаты, он начинается с числового правила (перечисляются 36 видов грехов, наказуемых каретом), а заканчивается любопытным прецедентом.
- Глава первая начинается со списка заповедей, за неумышленное нарушение которых приносится жертва за грех; затем рассматривает вопрос, в каких случаях следует приносить хатат при выкидыше.
- Глава вторая приводит классификацию искупительных жертвоприношений.
- Глава третья рассматривает ситуации, когда совершено подряд несколько аналогичных нарушений или когда один проступок содержит в себе нарушение нескольких заповедей сразу; и отвечает на вопрос, какие жертвы и в каком количестве следует в этих случаях приносить.
- Глава четвёртая приводит споры законоучителей о том, когда следует приносить жертву за сомнительный грех (ашам талуй).
- Глава пятая определяет ответственность за вкушение крови и сомнительную меилу, а также приводит примеры других сомнительных нарушений. Например: перед человеком лежало два похожих куска мяса — один разрешённый в пищу, а другой запрещённый; или два куска, запрещённых по разным причинам — допустим, один содержал нутряной жир, а другой представлял собой остаток от мирной жертвы с истёкшим сроком употребления; человек съел один из этих кусков и не знает, какой именно.
- Глава шестая рассматривает случаи, когда в ходе подготовки к искупительному жертвоприношению или после его совершения выясняется, что приносить его не нужно: например, прояснилась ситуация с сомнительным грехом, или жертвователь умер. В конце трактата приводятся рассуждения о том, почему, когда в Торе рядом упоминаются отец и мать, отец, как правило, упоминается первым. Рабби Шимон бар Иохай утверждал, что это ничего не значит: честь отца и честь матери равны. Ему возражали, что, напротив, сын и мать должны воздавать честь отцу; при этом, сын вместе с отцом должен воздавать честь своему учителю.

## Затрагиваемые темы
- Отрывок из трактата «Критот» в Вавилонском Талмуде (6а), посвящённый ежедневному воскурению благовоний в Иерусалимском храме, включён в ежедневную утреннюю молитву.
- Мишна, 6:3 рассказывает о человеке, который приносил ашам талуй (жертву за сомнительный грех) ежедневно, кроме дня, следующего за Йом-кипуром (днём, отпускавшим сомнительные грехи); такую жертву назвали «ашам благочестивых» (אשם חסידים). Последующие законоучители, однако, это не одобрили.